# Second Life
Second Life (tiếng Anh của "đời sống thứ hai", viết tắt SL) thế giới thực tế ảo 3D thương mại có một phần phải trả tiền, được mở cửa năm 2003 bởi công ty Linden Lab tại San Francisco, California (Hoa Kỳ), và được thành lập bởi Philip Rosedale, cựu Giám đốc kỹ thuật của RealNetworks. "Thế giới" của Second Life chạy trên mạng máy phục vụ lớn do Linden Lab điều hành, mạng này được gọi chung là "cái mạng" (the grid). Trình khách Second Life cung cấp cho các người dùng (được gọi "cư dân", Residents) một số công cụ để thăm và thay đổi thế giới SL và tham gia vào kinh tế ảo mà đồng thời đã bắt đầu hoạt động như một thị trường "thật". Vào đúng lúc 8h05m45 giờ sáng PDT, ngày 18 tháng 10 năm 2006, dân số Second Life đạt đến một triệu cư trú.

## Đối thủ
- Active Worlds
- Dự án Croquet
- Dotsoul
- Entropia Universe
- OLIVE Platform
- There
- Virtual Object System (Hệ thống Đối tượng Ảo)